# Eriocaulon patericola
Eriocaulon patericola är en gräsväxtart som beskrevs av Gregory John Leach. Eriocaulon patericola ingår i släktet Eriocaulon och familjen Eriocaulaceae. Inga underarter finns listade i Catalogue of Life.